# Isla Trinket
Isla Trinket es parte de la cadena de islas de Nicobar, situadas en el Océano Índico, entre el noreste de la Bahía de Bengala y el mar de Andaman. Se encuentra al este de la isla Kamorta, así como de las Islas Nicobar en general, estando bajo la soberanía de la India. A partir de 2001, el censo de la India contó 436 personas viviendo en cuatro aldeas, Trinket (población 244), Safebalu (población 127), Tapiang (población de 42) y Hockcook (población 23).
Al igual que los otras islas Nicobar y Andaman, Trinket fue devastada por los tsunamis generados por el terremoto del Océano Índico de 2004. La isla, que tiene una topografía baja y plana, fue severamente erosionada por el fuerte oleaje, y sufrió la pérdida de 19,4% de su superficie, bajando desde 36 km² hasta 29 km². Los informes iniciales de que la isla había sido escindida fueron confirmados posteriormente por las imágenes de satélite. El tsunami causó 91 muertes y la total devastación de las comunidades de la isla y su economía. Poco después del desastre, toda la población restante de la isla fue evacuada a otras islas cercanas. 